# Горне-Гаре
Горне-Гаре (серб. Горње Гаре) — населённый пункт в общине Црна-Трава Ябланичского округа Республики Сербии.

## Население
Согласно переписи населения 2002 года, в селе проживало 80 человек (все сербы).
| Численность населения | Численность населения | Численность населения | Численность населения | Численность населения | Численность населения | Численность населения | Численность населения |
| 1948                  | 1953                  | 1961                  | 1971                  | 1981                  | 1991                  | 2002                  | 2011                  |
| --------------------- | --------------------- | --------------------- | --------------------- | --------------------- | --------------------- | --------------------- | --------------------- |
| 706                   | 626                   | 585                   | 561                   | 393                   | 164                   | 80                    | 57                    |

## Религия
Согласно церковно-административному делению Сербской православной церкви, село относится к Четвёртому власотинацкому приходу Власотинацкого архиерейского наместничества Нишской епархии.